# Лекки, Альберто
Альберто Лекки (исп. Alberto Lecchi; род. 1954) — аргентинский кинорежиссёр, сценарист.

## Биография
Карьеру в кинематографе Аргентины начал с 1979 года помощником режиссёра и вторым режиссёром, сотрудничая с такими кинематографистами, как Фернандо Айала (участие в съёмках 8 картин), Адольфо Аристарайном (4 картины) и Хуаном Хосе Хусидом. Личный режиссёрский дебют состоялся в 1984 году короткометражным фильмом «Сон Сесилии», однако известность пришла только после выхода триллера 1993 года «Perdido por perdido» с участием Рикардо Дарина.
В последующее десятилетие режиссёр поставил около десяти картин, экспериментируя в различных жанрах: драма, кинокомедия, боевик, детектив. С 2004 года активно работает на телевидении, выпустив к 2011 году не менее 30 эпизодов различных сериалов.

## Фильмография
| Год  |    | Русское название | Оригинальное название | Роль |
| ---- | -- | ---------------- | --------------------- | --- |
| 1992 | ф  | Место в мире     | Un Lugar en el mundo  | автор сценария / номинация на премию «Оскар» за лучший фильм на иностранном языке / премия Ассоциации кинокритиков Аргентины «Серебряный кондор» за лучший оригинальный сценарий |
| 2000 | ф  | Видимость        | Apariencias           | режиссёр |
| 2000 | ф  | Орешки для любви | Nueces para el amor   | режиссёр, автор сценария |
| 2004 | тф | Эпитафии         | Epitafios             | режиссёр 13 серий |
| 2008 | ф  | Бутылки          | El frasco             | режиссёр |
| 2011 | тф |                  | Maltratadas           | режиссёр 3 эпизодов |